# 니콜라이 메르쿠시킨

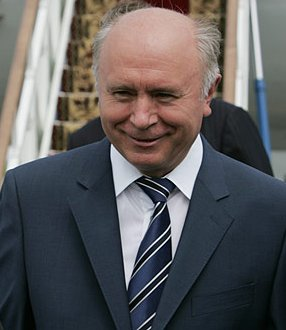
니콜리이 메르쿠시킨

니콜라이 이바노비치 메르쿠시킨(러시아어: Никола́й Ива́нович Мерку́шкин, 1951년 2월 5일 ~ )은 러시아의 정치인이다.
소비에트 연방 노비예베르히 마을에서 태어났다. 러시아 사마라주의 주지사로 활동했었으며, 두명의 아들을 두었다.